# Elect the Dead Symphony
Elect The Dead Symphony je koncertní CD/DVD Serje Tankiana. Jedná se o záznam speciálního koncertu, který se uskutečnil 16.3.09 v aucklandské Town Hall (Nový Zéland). Serj Tankian tam netradičně a zcela poprvé vystoupil v doprovodu 70členného orchestru Auckland Philharmonic Orchestra, aby zahrál své písně z alba Elect the Dead a pár dalších bonusů. Aranžmá písní pro orchestr vytvořil uznávaný novozélandský skladatel John Psathas. 

## Seznam skladeb
| Pořadí         | Název            | Délka |
| -------------- | ---------------- | ----- |
| 1.             | Feed Us          | 7:29  |
| 2.             | Blue             | 3:15  |
| 3.             | Sky Is Over      | 3:09  |
| 4.             | Lie Lie Lie      | 3:58  |
| 5.             | Money            | 3:29  |
| 6.             | Baby             | 3:41  |
| 7.             | Gate 21          | 2:49  |
| 8.             | The Charade      | 4:30  |
| 9.             | Honking Antelope | 3:49  |
| 10.            | Saving Us        | 4:55  |
| 11.            | Elect the Dead   | 3:08  |
| 12.            | Falling Stars    | 3:24  |
| 13.            | Beethoven's Cunt | 3:29  |
| 14.            | Empty Walls      | 3:57  |
| Celková délka: | Celková délka:   | 54:54 |

Jen na DVD
| Pořadí | Název                        | Délka |
| ------ | ---------------------------- | ----- |
| 15.    | The Charade (studio version) | 3:33  |

## Speciální edice
Album vyšlo jako CD, CD/DVD a LP. DVD obsahuje videozáznam a exkluzivní zákulisní video, které vás posadí do předních řad při nacvičování, video ze zákulisí před vystoupením a rozhovory se Serjem a dalšími aktéry koncertu.